# Virsaitis (1917)
Virsaitis – łotewski okręt z okresu międzywojennego, dawny niemiecki trałowiec M 68 typu Minensuchboot 1916 z I wojny światowej, później radziecki T-297 i Wirsajtis (Вирсайтис). 
Wszedł do służby jako niemiecki M 68 pod koniec I wojny światowej. Przyjęty do służby w marynarce łotewskiej w 1921 roku jako jej pierwszy okręt i największy w okresie międzywojennym. W wyniku aneksji Łotwy przez ZSRR został w sierpniu 1940 roku włączony do Floty Bałtyckiej pod tą samą nazwą zapisywaną „Вирсайтис” (transkrypcja: „Wirsajtis”), a następnie oznaczeniem T-297. Od lipca 1941 roku ponownie służył pod nazwą „Wirsajtis”, przeklasyfikowany na dozorowiec. Zatonął na minie 3 grudnia 1941 roku w Zatoce Fińskiej.

## Budowa
Okręt należał do niemieckiej grupy standardowych trałowców z okresu I wojny światowej, budowanych przez liczne stocznie w kilku odmianach. M 68 zaliczał się do serii okrętów o numerach M 67–70 zbudowanej przez stocznię A.G. Neptun w Rostocku pod numerami budowy 381–384, należącej do ostatniego wojennego typu Minensuchboot 1916. Stępkę pod jego budowę położono w 1917 roku, a okręt wodowano 25 lipca 1917 roku. Do służby wszedł 6 października 1917 roku.

## Opis

### Skrócony opis typu i odmienności konstrukcji
Długość całkowita okrętów serii M 67 wynosiła 59,3 m (na linii wodnej 56 m), szerokość 7,4 m, a zanurzenie 2,15 m. Wyporność konstrukcyjna wynosiła początkowo 500 ton, zaś pełna 539 ton. W późniejszym okresie źródła wskazują wyporność normalną 525 ton lub pełną 586 ton.
Siłownię jednostki stanowiły dwie pionowe trzycylindrowe maszyny parowe potrójnego rozprężania o łącznej mocy indykowanej 1850 KM, do których parę dostarczały dwa kotły typu Marine o ciśnieniu 16,5 atmosfer, mieszczące się w dwóch kotłowniach. Napęd stanowiły dwie śruby o średnicy 1,97 m. Prędkość maksymalna wynosiła 16 węzłów, a zasięg 2000 Mm przy prędkości 14 węzłów. Normalny zapas paliwa – węgla wynosił 120 ton, a maksymalny o 30 ton więcej.
W chwili przejęcia przez ZSRR okręt wyposażony był w dwa dalmierze Zeissa: 1,5 m i 1,25 m oraz reflektor bojowy o średnicy 60 cm. 
Załoga w niemieckiej służbie liczyła 40 osób (w tym mógł być jeden oficer). W łotewskiej służbie załoga wynosiła 69 osób. Dla okrętu przejętego przez ZSRR podawana jest załoga 57 osób (w tym 5 oficerów) lub 66 osób.

### Uzbrojenie i jego zmiany
Uzbrojenie artyleryjskie pierwotnie w niemieckiej służbie stanowiły dwa działa kalibru 88 mm o długości 45 kalibrów (L/45) z zapasem 260 nabojów; okręt mógł on też stawiać 30 min. Pod koniec lat 30. w służbie łotewskiej uzbrojenie stanowiły dwa działa uniwersalne kalibru 83,5 mm L/55 firmy Škoda, dwa działa 57 mm i cztery karabiny maszynowe.
Po przejęciu przez ZSRR uzbrojenie według części źródeł zmieniono na dwa działa kalibru 76,2 mm, dwa działka przeciwlotnicze kalibru 45 mm, cztery karabiny maszynowe kalibru 7,62 mm i dwie zrzutnie bomb głębinowych. Okręt mógł też stawiać 40 min (być może jeszcze w służbie łotewskiej). Wyposażenie jako trałowca stanowiły trały kontaktowe: Szulca i tzw. żmijowy. 
We wrześniu lub październiku 1941 roku okręt przezbrojono w dwa działa kalibru 102 mm L/56, jedno działko przeciwlotnicze 37 mm L/67 i dwa przeciwlotnicze wielkokalibrowe karabiny maszynowe kalibru 12,7 mm (spotykane są też inne informacje o przezbrojeniu).

## Służba
Trałowiec M 68 wszedł do służby w cesarskiej marynarce niemieckiej Kaiserliche Marine 6 października 1917 roku. Już 29 października tego roku wszedł na rosyjską minę pod Dynemuntem w Zatoce Ryskiej, po czym dla uniknięcia zatonięcia, wyrzucił się na brzeg. Zginął przy tym jeden członek załogi. W 1918 roku został ściągnięty przez Niemców z brzegu i skierowany do Rygi na remont.
W styczniu 1919 roku okręt został przejęty w Rydze przez bolszewickie siły Radzieckiej Łotwy i wcielony do jej floty jako awizo i okręt sztabowy, pod nazwą „Sarkanā Latvija” (pol. Czerwona Łotwa) (według niektórych źródeł, 1 stycznia). W maju 1919 roku został zdobyty w Rydze przez niemieckie oddziały Bałtyckiej Landeswehry, które wyparły bolszewików z Łotwy. W lipcu tego roku został przejęty przez siły Republiki Łotewskiej i, według niektórych publikacji, już wówczas otrzymał nazwę „Virsaitis”.
Po remoncie okręt został 12 czerwca 1921 roku wcielony do służby w marynarce łotewskiej jako jej pierwsza jednostka, pod nazwą „Virsaitis”. Używany był jako kanonierka. Był największą jednostką międzywojennej marynarki Łotwy i jej okrętem flagowym.
Po aneksji Łotwy przez ZSRR, 19 sierpnia 1940 roku okręt został wcielony do radzieckiej Floty Bałtyckiej jako trałowiec, bez zmiany nazwy, którą odtąd zapisywano cyrylicą („Вирсайтис”, polska transkrypcja: „Wirsajtis”). 17 października 1940 roku nazwę zmieniono na samo oznaczenie alfanumeryczne trałowca: T-297. 25 lipca 1941 roku okręt został jednak przeklasyfikowany na dozorowiec (ros. storożewoj korabl), z przywróceniem nazwy „Virsaitis” zapisywanej cyrylicą, a we wrześniu został przezbrojony.
Po ataku Niemiec na ZSRR działał od czerwca 1941 roku na Zatoce Ryskiej i Zatoce Fińskiej i brał udział w obronie Leningradu od września do listopada. Na przełomie listopada i grudnia 1941 roku brał udział w ewakuacji półwyspu Hanko. Zatonął 3 grudnia 1941 roku w Zatoce Fińskiej na niemieckiej minie, eskortując konwój z Hanko do Kronsztadu, na pozycji 59°54′05″N 25°29′00″E/59,901389 25,483333.
W 2011 roku wrak okrętu został zlokalizowany na dnie koło Hanko.